# Entrance

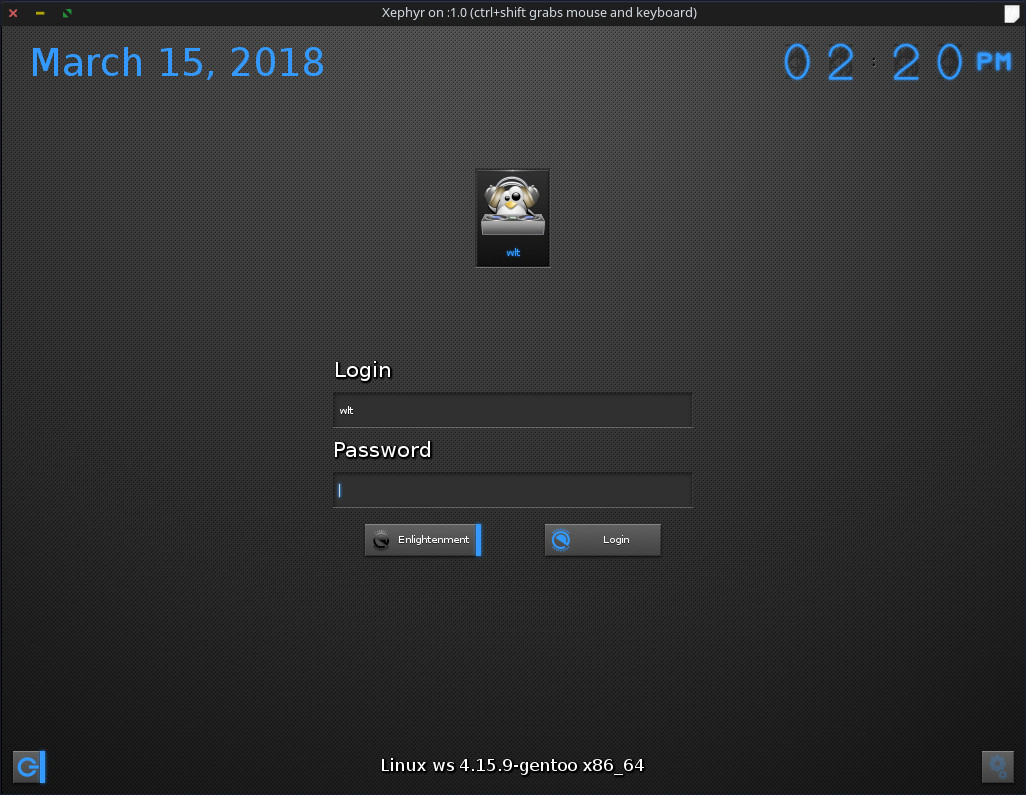
Capture d'écran sur le thème Entrance

En informatique, Entrance est un gestionnaire d'affichage pour X Window System conçu avec le gestionnaire de fenêtres Enlightenment. En d'autres termes, il s'agit d'un programme qui permet aux utilisateurs de démarrer sa session sur un ordinateur (préalablement équipé d'un système d'exploitation dérivé d'UNIX).